# زلاته مراوتسه
زلاته مراوتسه (به آلمانی: Goldmorawitz) یک شهرک در اسلواکی با جمعیت ۱۳٬۳۴۵ نفر است که در ناحیه زلاته مراوتسه واقع شده‌است.